# Barbara (Sängerin)

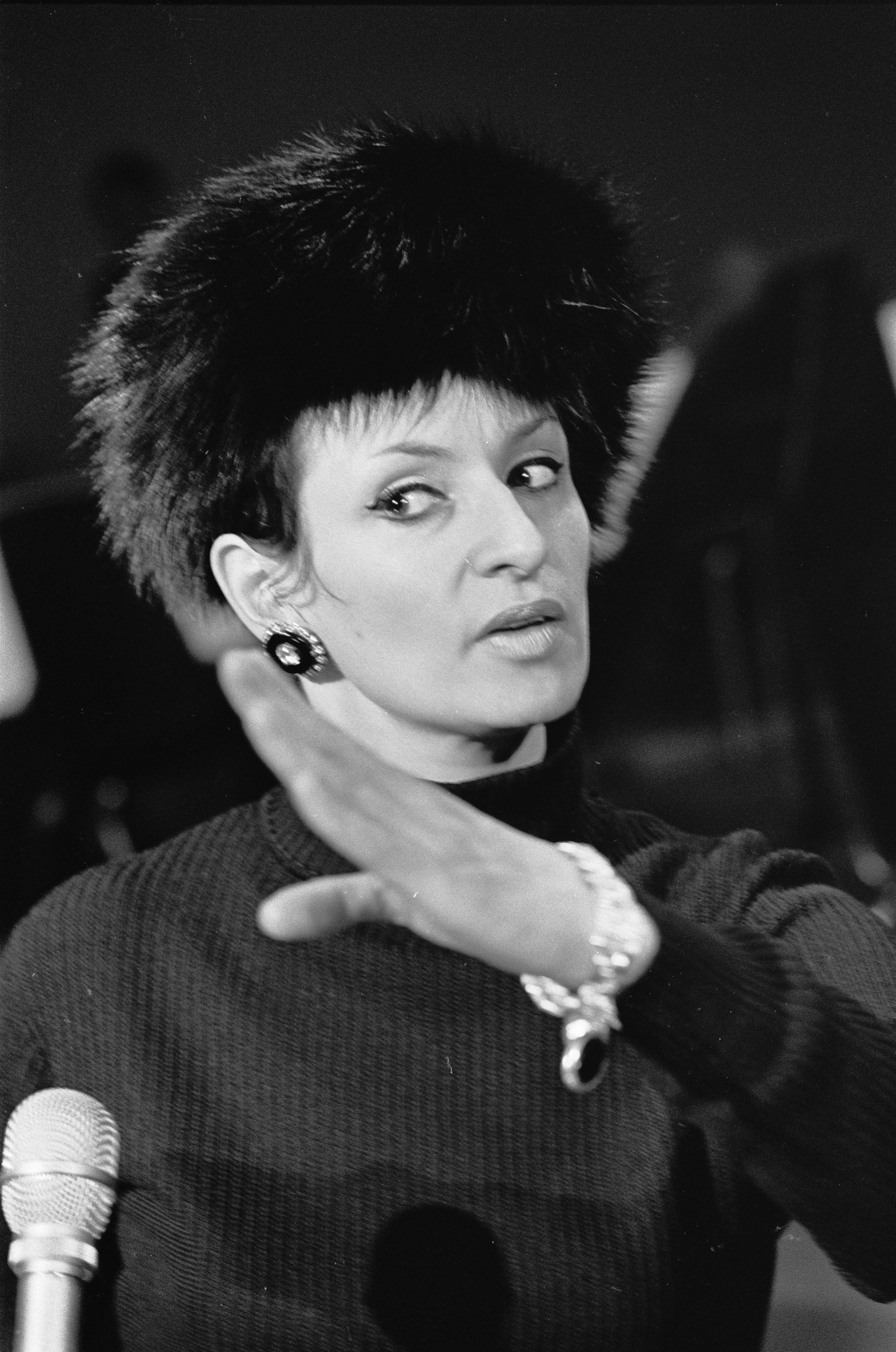
Barbara, 1968

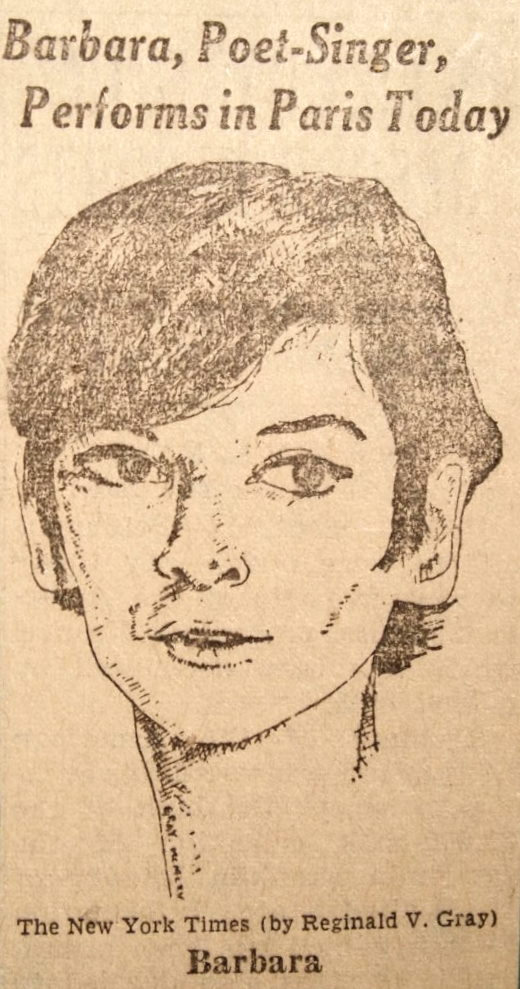
Porträt von Reginald Gray für die New York Times

Barbara, anfangs auch unter dem Künstlernamen Barbara Brodi auftretend, gebürtig Monique Andrée Serf (geboren am 9. Juni 1930 in Paris; gestorben am 24. November 1997 in Neuilly-sur-Seine), war eine französische Chansonnière, Liedtexterin und Komponistin.

## Leben und Laufbahn

### Herkunft, Kindheit und Ausbildung
Monique Serf, die sich später Barbara nannte, wurde als Kind einer jüdischen Familie in Paris geboren. Ihr Vater, Jacques Serf (1904–1959), stammte aus dem Elsass und war im Pelzhandel tätig; ihre Mutter, Esther, geborene Brodsky (1905–1967), stammte aus Tiraspol im Kaiserreich Russland (heute in Moldawien); beide waren seit dem 21. April 1927 verheiratet. Monique war ihr zweites Kind. Ein Bruder, Jean, wurde 1928 geboren, ein weiterer, Claude, 1942; ihre Schwester Régine kam 1938 zur Welt.
Seit 1938 lebte die Familie in Roanne. Während der deutschen Besatzungszeit im Zweiten Weltkrieg zog sie 1941 nach Tarbes in Südfrankreich, wurde ab Juli 1943 von der Familie des späteren Dirigenten Jean-Paul Penin vor der Judenverfolgung der Deutschen in Préaux im Département Indre versteckt und gelangte gegen Kriegsende in die südostfranzösische Landgemeinde Saint-Marcellin im Département Isère.
Nach der Befreiung von Paris, die Barbara in einer Pension im Vorort Le Vésinet erlebte, hörte ein Musiklehrer aus der Nachbarschaft sie singen und beschloss, ihr Talent zu fördern. Barbara erhielt Gesangs- und Klavierunterricht. 1947 immatrikulierte sie sich am Pariser Konservatorium und studierte beim Tenor Gabriel Paulet. Die Stimme bezeichnete Barbara später als ihr wichtigstes Instrument, als Ausdruck ihrer Seele. Klavier spielte sie nach Gehör, das sie u. a. am Jazz schulte und das ihr so in ihren Kompositionen teils ungewöhnliche Akkorde ermöglichte.

### Karriere
Ihre ersten künstlerischen Gehversuche unternahm Barbara am Ende der 1940er Jahre im Cabaret La Fontaine des Quatre Saisons in Paris. Von 1950 bis 1952 lebte sie in Brüssel, wo sie fast mittellos in Künstlerkreisen verkehrte, sich ein Repertoire erarbeitete und Chansons von Édith Piaf, Germaine Montero, Aristide Bruant, Jacques Prévert und Charles Trenet vortrug. Auch den jungen Jacques Brel lernte sie hier kennen ebenso wie nach ihrer Rückkehr nach Paris Georges Brassens, mit deren Liedern sie fortan auftrat. Nebenbei begann sie eigenes Material zu schreiben, das sie während ihrer Auftritte sang. 1955 nahm sie in Brüssel bei der Plattenfirma Decca ihre erste Single auf, die jedoch weitgehend unbeachtet blieb.
Von 1954 an sang Barbara im Cabaret L'Écluse am Quai des Grands Augustins, das sich zu einer Hochburg der Chansonszene der Pariser Rive Gauche entwickelte und in dem sie 1958 zur „Chanteuse de minuit“ avancierte, der Sängerin, die regelmäßig nach Mitternacht auftrat. 1958 erschien bei der Plattenfirma Pathé-Marconi eine Langspielplatte mit neun Liedern unter dem Titel Barbara à l'Écluse.
Der Durchbruch kam 1964 mit der Langspielplatte Barbara chante Barbara, die nur ihre eigenen Lieder enthielt. Mit Anne Sylvestre galt Barbara als eine der ersten französischen Sängerinnen, die ihre Lieder selbst komponierten und texteten; bis dahin traten Frauen hauptsächlich als Interpretinnen männlicher Autoren in Erscheinung. Als neu galt auch, dass sich eine Sängerin auf dem Flügel begleitete.
Anfang Juli 1964 kam Barbara zu einem Gastspiel an das Junge Theater Göttingen. Ihre dort gesammelten Eindrücke verwendete sie anschließend in dem Chanson Göttingen, das sie nach den Erfahrungen des Krieges als Beitrag zur Völkerverständigung verstand und das in Frankreich sehr beliebt war und zugleich die Universitätsstadt Göttingen in Frankreich bekannt machte. 2003 zitierte der deutsche Bundeskanzler Gerhard Schröder aus dem Text des Liedes in seiner Ansprache zum 40. Jahrestag des Élysée-Vertrags vor Vertretern des Deutschen Bundestages und der französischen Nationalversammlung im Schloss Versailles.
Im Jahr 1967 veröffentlichte Barbara eine LP mit deutschen Versionen einiger ihrer Chansons (Barbara singt Barbara). Weitere deutsche Fassungen ihrer Lieder liegen von Walter Brandin vor. In den 1970er Jahren versuchte Barbara sich auch als Schauspielerin, doch blieb ihr auf diesem Gebiet ein großer Erfolg versagt.
Ihr letztes Studio-Album, Barbara, veröffentlichte sie 1996. In ihren letzten Lebensjahren setzte sich Barbara für den Kampf gegen AIDS ein. Gérard Depardieu, langjährig ein Freund der Künstlerin, trug Anfang 2017 in Paris Barbaras bekannteste Lieder in einer eigenen Show vor, die auf CD veröffentlicht wurde.

### Privates
Barbara heiratete 1953 in Brüssel-Ixelles den Arzt (nach anderen Angaben den Juristen) Jean-Luc Sluys. Die Ehe wurde 1956 geschieden.
Sie verbrachte einen Teil ihrer Kindheit im Quartier des Batignolles in Paris und lebte ab 1973 in einem historischen Landhaus in Précy-sur-Marne. Sie starb am 24. November 1997 infolge eines toxischen Schocks und wurde auf dem Friedhof von Bagneux beigesetzt. Barbara hatte keine Kinder. Ihre Schwester Régine lebt in Tel Aviv.
Über die Jahre der Verfolgung im Zweiten Weltkrieg sprach Barbara in der Öffentlichkeit nie. Die Wahrnehmung ihrer jüdischen Abstammung als etwas, das man verstecken müsse, habe ihren Ausdruck geprägt. Sie habe ihren Liedern das Geheimnisvolle gegeben, das einen großen Teil ihres Charmes ausmache, erklärte sie.
Die Schriftstellerin Marie Chaix, die so wie Barbara bittere Erinnerungen an den eigenen Vater hatte, wurde in den 1960er Jahren Barbaras persönliche Sekretärin. In ihren Liedern verarbeitete Barbara in einer oft metaphorischen rätselhaften Sprache viele persönliche Erlebnisse, etwa die Distanz, die sie lange Zeit zu ihrem Vater hielt, in Il pleut sur Nantes und L'Aigle noir, die zu ihren berühmtesten Chansons gehören.

## Nachruhm und Ehrungen

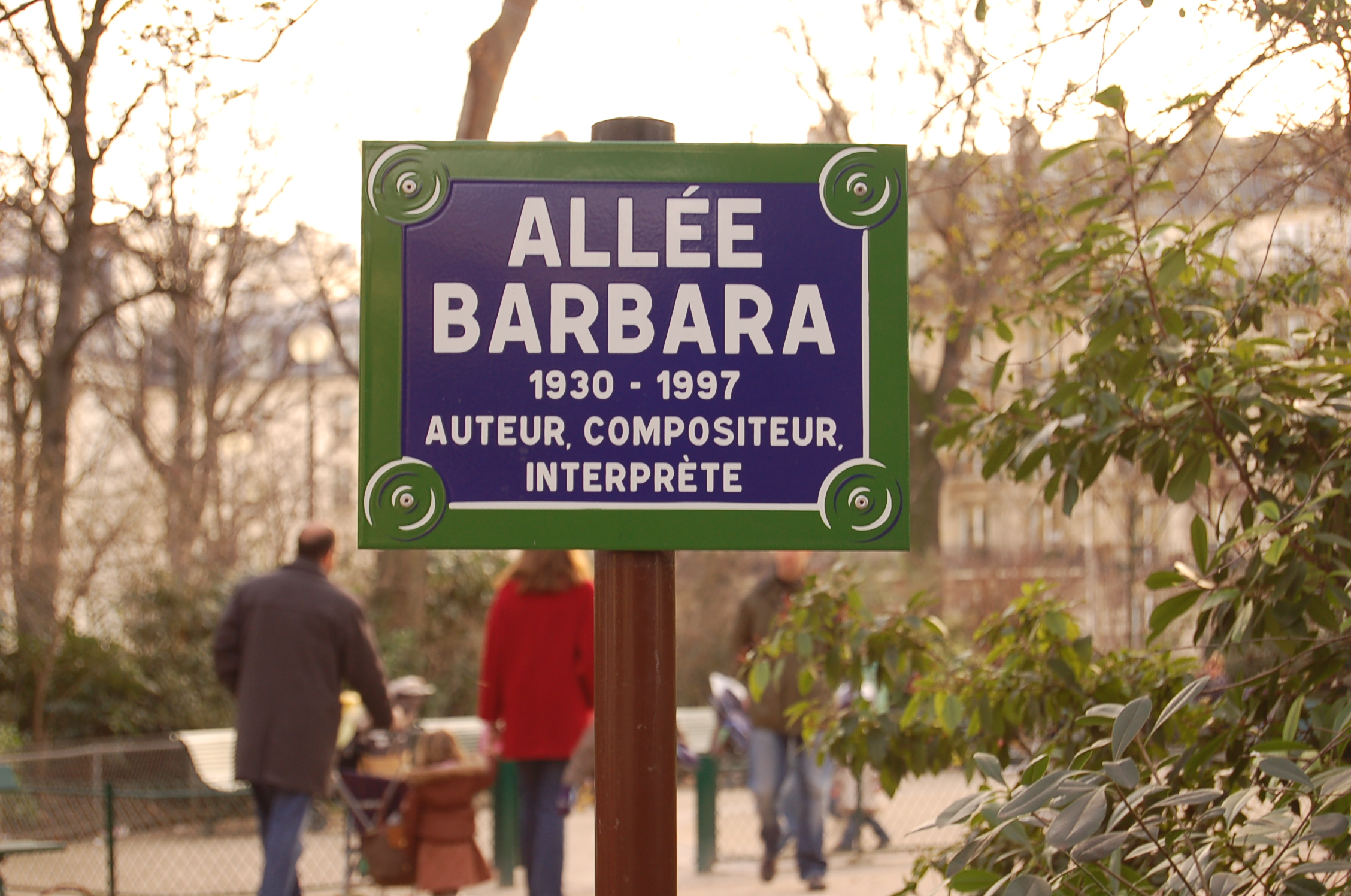
Schild der Allée Barbara am Square des Batignolles in Paris

2001 würdigte die französische Post mit der Herausgabe einer Briefmarke zu 0,46 € die ungebrochene Popularität der verstorbenen Sängerin.
In Frankreich erschienen zahlreiche Biografien über sie, zudem zwei Dissertationen sowie weitere Bücher über Aspekte ihres Lebens und Werks. Von 2010 bis 2014 wurde fünfmal der von Staatspräsident François Mitterrand geschaffene „Prix Barbara“ für französische Nachwuchs-Sänger-Songschreiber verliehen.

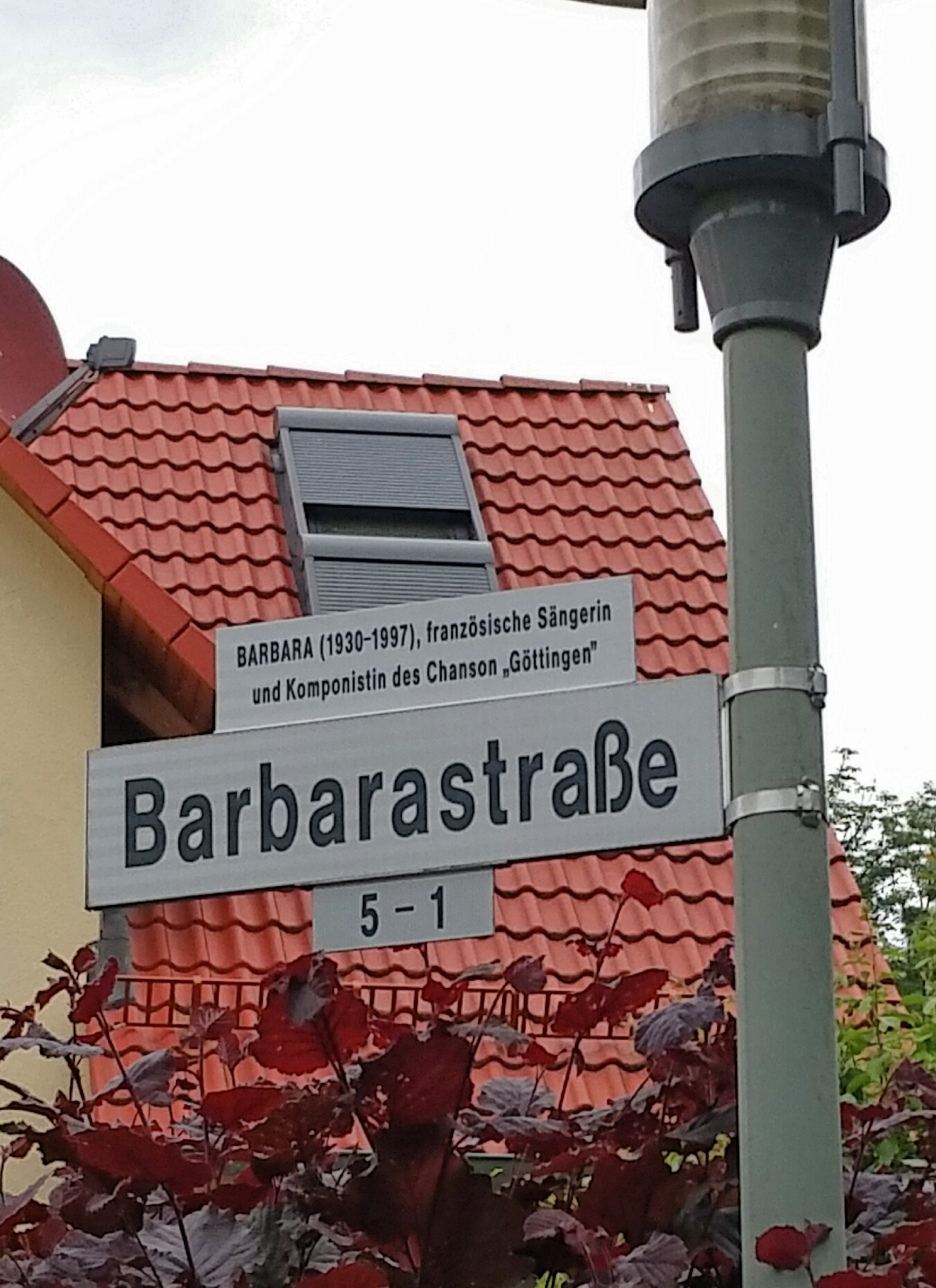
Barbarastraße zu Ehren der Sängerin Barbara in Göttingen

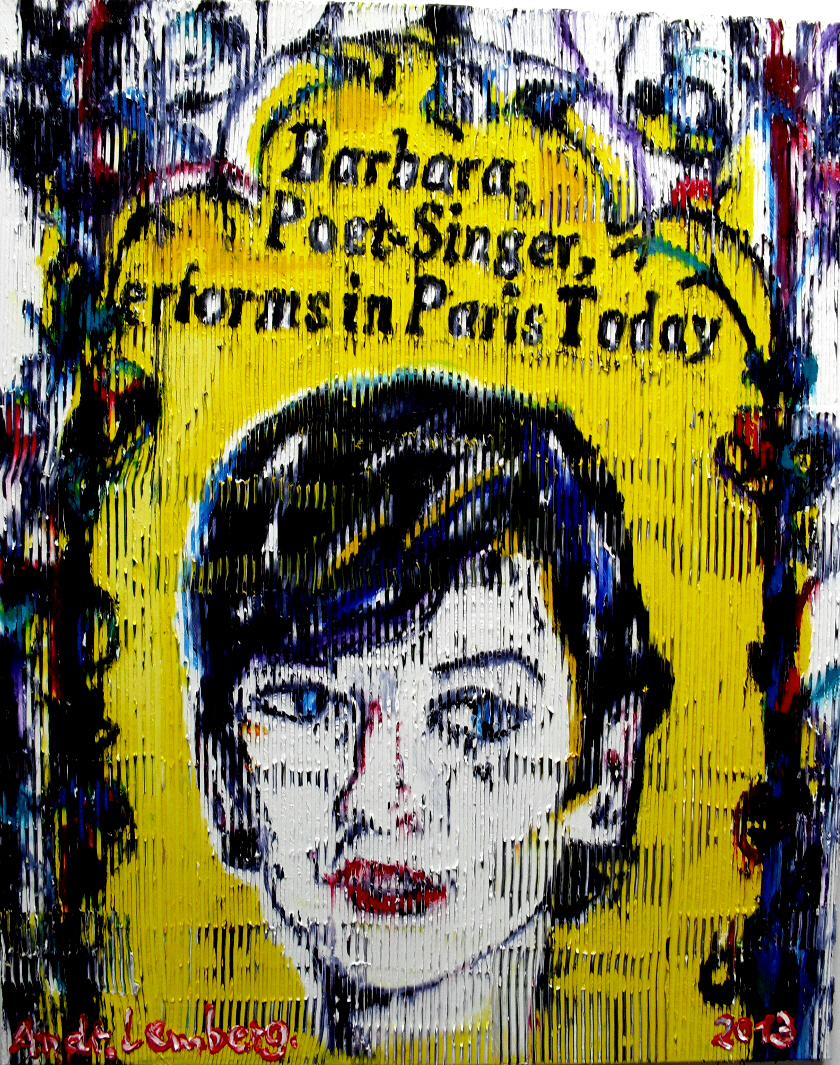
Gemälde der Sängerin Barbara von Andreas Lemberg, Göttingen

Die Stadt Göttingen ehrte die Chansonsängerin mehrmals: Bereits zu Lebzeiten, am 24. April 1988, wurde Barbara die Ehrenmedaille der Stadt Göttingen verliehen; posthum, am 22. November 2002, wurde am Haus Geismarlandstraße 19, dem ehemaligen Spielort des Jungen Theaters, in dem Barbara aufgetreten war, eine Gedenktafel enthüllt. Außerdem wurde am selben Tag im Göttinger Stadtteil Geismar die Barbarastraße eingeweiht.
Am 19. Juni 2018 wurde eine neue Station der Pariser Métro nach ihr benannt. Sie wurde im Jahr 2022 in Betrieb genommen.
RbbKultur sendete am 1. Juni 2020 das Doku-Porträt Die Frau in Schwarz: Die Chansonnière Barbara von Jean-Claude Kuner. Der Autor verarbeitet darin neben eigenen Recherchen, darunter ein Interview mit der Schauspielerin Jeanne Balibar, die Barbara in dem französischen Biopic-Film Barbara (2017) darstellte, Material von Radio-Canada und RTS 1 (Schweiz).
Am 27. Oktober 2024, zum 60. Jahrestag des Liedes „Göttingen“, wurde eine von Ulrike Visser geschaffene Bronzeplastik im Ratssaal des Göttinger Rathauses enthüllt.

## Diskografie (Auswahl)

### Alben
| Jahr | Titel                                         | Höchstplatzierung, Gesamtwochen, AuszeichnungChartplatzierungen (Jahr, Titel, Platzierungen, Wochen, Auszeichnungen, Anmerkungen) | Höchstplatzierung, Gesamtwochen, AuszeichnungChartplatzierungen (Jahr, Titel, Platzierungen, Wochen, Auszeichnungen, Anmerkungen) | Anmerkungen                                                     |
| Jahr | Titel                                         | FR | BEW | Anmerkungen                                                     |
| ---- | --------------------------------------------- | --- | --- | --------------------------------------------------------------- |
| 1974 | Enregistrement public au Théâtre des Variétés | FR174 (2 Wo.)FR | — | Charteinstieg in FR erst 2007                                   |
| 1995 | Barbara                                       | FR1 Platin · (10 Wo.)FR | — |                                                                 |
| 1997 | Femme piano                                   | — | BEW41 (5 Wo.)BEW | Erstveröffentlichung: 5. Dezember 1997                          |
| 2001 | La chanteuse de minuit                        | FR105 (2 Wo.)FR | — | Livealbum, Wiederveröffentlichung von Barbara à l’Écluse        |
| 2002 | Récital Pantin 81                             | FR89 (8 Wo.)FR | — |                                                                 |
| 2007 | Le temps du lilas                             | FR70 (8 Wo.)FR | — | Erstveröffentlichung: 11. Januar 2007                           |
| 2007 | Bobino 1967                                   | FR155 (3 Wo.)FR | — | Erstveröffentlichung: 5. November 2007                          |
| 2007 | À L’Atelier - Bruxelles 1954                  | FR195 (1 Wo.)FR | — | Erstveröffentlichung: 16. November 2007                         |
| 2008 | Les 50 plus belles chansons                   | FR105 (12 Wo.)FR | BEW89 (9 Wo.)BEW | Erstveröffentlichung: 9. Mai 2008 Charteinstieg in FR erst 2012 |
| 2011 | Talents vol. 1                                | FR198 (1 Wo.)FR | — |                                                                 |
| 2012 | Une femme qui chante                          | FR102 (3 Wo.)FR | — | Erstveröffentlichung: 18. Juni 2012                             |
| 2012 | Best of                                       | FR39 (27 Wo.)FR | BEW52 (57 Wo.)BEW | Erstveröffentlichung: 5. November 2012                          |
| 2014 | Le coffret                                    | — | BEW167 (1 Wo.)BEW | mit Jacques Brel, Georges Brassens & Léo Ferré                  |
| 2017 | Lily passion                                  | FR59 (3 Wo.)FR | — | Erstveröffentlichung: 6. Oktober 2017                           |
| 2017 | Ses 50 plus belles chansons (2017)            | — | BEW88 (8 Wo.)BEW | Erstveröffentlichung: 6. Oktober 2017                           |
| 2022 | Les 50 plus belles chansons (2022)            | FR131 (1 Wo.)FR | — | Erstveröffentlichung: 11. November 2022                         |

grau schraffiert: keine Chartdaten aus diesem Jahr verfügbar
Weitere Alben
- 1959: Barbara à l’Écluse
- 1964: Barbara chante Barbara
- 1967: Barbara singt Barbara
- 1967: Ma plus belle histoire d’amour (FR: Gold)
- 1968: Le soleil noir
- 1970: Madame
- 1970: L’aigle noir
- 1972: La fleur d’amour
- 1972: Amours incestueuses
- 1973: La Louve
- 1981: Seule
- 1981: Pantin 81 (FR: Gold)
- 1987: Châtelet 87 (FR: Gold)
- 1997: Master Serie Vol. 1 (FR: Platin)
- 2016: Best of - 20 Chansons (FR: Gold)

### Singles
| Jahr | Titel Album                | Höchstplatzierung, Gesamtwochen, AuszeichnungChartsChartplatzierungen (Jahr, Titel, Album, Platzierungen, Wochen, Auszeichnungen, Anmerkungen) | Anmerkungen                   |
| Jahr | Titel Album                | FR | Anmerkungen                   |
| ---- | -------------------------- | --- | ----------------------------- |
| 1962 | Dis quand reviendras-tu?   | FR105 (2 Wo.)FR | Charteinstieg in FR erst 2012 |
| 1965 | Göttingen Barbara N°2      | FR154 (1 Wo.)FR | Charteinstieg in FR erst 2013 |
| 1968 | Mon enfance Le soleil noir | FR156 (1 Wo.)FR | Charteinstieg in FR erst 2013 |
| 1970 | L’aigle noir               | FR98 (9 Wo.)FR | Charteinstieg in FR erst 2012 |

grau schraffiert: keine Chartdaten aus diesem Jahr verfügbar
Weitere Singles
- La Solitude
- Nantes
- Vienne
- Une petite cantate
- 1973: Marienbad
- Drouot
- Parce que je t’aime
- Pierre
- Si la photo est bonne
- La dame brune (mit Georges Moustaki)
- À mourir pour mourir

### Videoalben
- 1987: Châtelet 87 (FR: Gold)
- 2004: Une Longue Dame Brune (FR: Platin)

## Filmografie
- Le Toubib, médecin du gang (1955)
- Franz (1971)
- L’Oiseau rare (1973)
- Je suis né à Venise (1977)
- Barbara, die Lady des französischen Chansons. (im Original Barbara – Chansons pour une absente) Dokumentation aus Archivmaterial, Regie Cyril Leuthy, Frankreich, 2016. 62 Min (Animationen Sébastien Laudenbach)

## Autobiografie
Ende 2017 erschien im Wallstein Verlag (Göttingen) Barbaras unvollendete Autobiografie Es war einmal ein schwarzes Klavier … Unvollendete Memoiren. in deutscher Übersetzung, auf Französisch waren sie schon 1998 erschienen.

## Schauspiel
Das Junge Theater Göttingen führte anlässlich Barbaras 20. Todestages das Schauspiel Barbara. Gegen das Vergessen von Peter Christoph Grünberg auf.